# Pnigalio obscurus
Pnigalio obscurus är en stekelart som först beskrevs av Julius Theodor Christian Ratzeburg 1848.  Pnigalio obscurus ingår i släktet Pnigalio och familjen finglanssteklar. Inga underarter finns listade i Catalogue of Life.